# 洛雷特 (伊利諾伊州)
洛雷特（英語：Laurette）是位於美國伊利諾伊州麥克萊恩縣的一個非建制地區。該地的面積和人口皆未知。

## 地理
洛雷特的座標為40°19′31″N 88°32′36″W / 40.32528°N 88.54333°W，而該地的平均海拔高度為232米（即761英尺）。